# 새울원자력발전소
새울원자력발전소는 한국수력원자력에서 운영하고 있는 울산광역시 울주군 서생면 신암리 일대에 위치한 원자력발전소이다. 2017년 1월 2일, 고리원자력발전소에서 분리되어 발족되었다.

## 개요
새울1·2호기는 신한울1·2호기와 함께 OPR-1000을 참조 원전으로 하고, 미국의 개량형 경수로 System80+ 설계와 미국 EPRI URD(사업자요건)을 참고하여, 국내기술로 개발한 1400MW 한국형 개량형원전(APR-1400)이다. 기존 OPR-1000과 비교하면, 발전 용량이 1000MW에서 1400MW로 향상되었고, 설계수명은 40년에서 60년으로 확장된 신형 경수로원전이다. 1992년부터 2001년까지 10년간의 개발 기간을 거쳐, 2002년 5월 규제기관으로부터 표준설계 인가를 획득하였다.

## 발전설비 현황
| 발전방식      | 발전원  | 설비용량             | 설비용량 | 상업운전 개시일            | 원자로형              | 소계 (MW) | 원자로 개발 | 터빈발전기 개발 |
| ------------- | ------- | -------------------- | -------- | -------------------------- | --------------------- | --------- | ----------- | --------------- |
| 원자력        | 원자력  | 1호기 (신고리 3호기) | 1,400MW  | 2016년 12월 20일           | 가압경수로 (APR-1400) | 2,800     |             |                 |
| 원자력        | 원자력  | 2호기 (신고리 4호기) | 1,400MW  | 2019년 8월 29일            | 가압경수로 (APR-1400) | 2,800     |             |                 |
| 설비용량 총계 | 2,800MW | 2,800MW              | 2,800MW  | 2,800MW                    | 2,800MW               | 2,800MW   | 2,800MW     | 2,800MW         |
| 원자력        | 원자력  |                      |          |                            |                       |           |             |                 |
| 원자력        | 원자력  | 3호기 (신고리 5호기) | 1,400MW  | 건설 중 (2026년 02월 예정) | 가압경수로 (APR-1400) | 2,800     |             |                 |
| 원자력        | 원자력  | 4호기 (신고리 6호기) | 1,400MW  | 건설 중 (2026년 11월 예정) | 가압경수로 (APR-1400) | 2,800     |             |                 |
| 설비용량 총계 | 2,800MW | 2,800MW              | 2,800MW  | 2,800MW                    | 2,800MW               | 2,800MW   | 2,800MW     | 2,800MW         |

## 같이 보기
- 아톰케어(AtomCARE)
- 한국의 지진
- 일광 단층 - 발전소에 가장 가까운 활성단층이다.